# Wacław Taubwurcel
Wacław Taubwurcel (ur. 22 marca 1880 w Warszawie, zm. 29 kwietnia 1967) – działacz sportowy, prezes ŁKS-u Łódź (1909–1921), honorowy prezes klubu.

## Życiorys
Taubwurcel pochodził z Warszawy, gdzie urodził się przy ul. Długiej 542 w rodzinie adwokackiej. Po ukończeniu nauki w szkole średniej przeniósł się do Łodzi, gdzie od 1903 pracował na stanowisku biuralisty w Zakładach Towarzystwa Akcyjnego I. K. Poznańskiego, w której pracował do 1939, pełniąc liczne, odpowiedzialne funkcje urzędnicze. W połowie lat 30. XX w. administrował kompleksem famuł pracowników fabryki Poznańskiego przy ul. Ogrodowej. 
W czasie II wojny światowej mieszkał w Warszawie. 
Po wojnie, w 1946 był dyrektorem Zjednoczonych Przędzalni w Dzierżoniowie. W 1948 wrócił do Łodzi, gdzie do 1965 pracował w Centrali Tekstylnej.
Był prezesem ŁKS-u w latach 1909–1921. Był inicjatorem pozyskania terenów przy dworcu Łódź Kaliska. W 1936 pełnił funkcję prezesa Łódzkiego Okręgowego Związku Bokserskiego. Był honorowym prezesem Łódzkiego Klubu Sportowego oraz i honorowym prezesem Towarzystwa Śpiewaczego im. Fryderyka Chopina.
Pochowany został 4 maja 1967 na Starym Cmentarzu w części rzymskokatolickiej przy ul. Ogrodowej w Łodzi.
Taubwurcel był niepełnosprawny – stracił prawą rękę.

## Odznaczenia
- Złoty Krzyż Zasługi[2]